# سیاه اربه (سرده)
سیاه اربه، سیاه توسه (نام علمی: Frangula) نام یک سرده از تیره عنابیان است.